# Mariusz Pawełek
Mariusz Józef Pawełek (ur. 17 marca 1981 w Wodzisławiu Śląskim) – polski piłkarz grający na pozycji bramkarza.

## Kariera klubowa
Pawełek swoją karierę rozpoczął w Silesii Lubomia. W 1999 przeniósł się do Odry Wodzisław Śląski. W polskiej ekstraklasie zadebiutował 28 października 2000 w spotkaniu Odry z Górnikiem Zabrze. Od 14 stycznia 2006 był piłkarzem Wisły Kraków, gdzie grał do końca 2010.
Od 2011 był bramkarzem tureckiego Konyasporu, grającego w Super Lig – ekstraklasie Turcji. Sezon 2010/11 zakończył się spadkiem klubu do 1. Lig – drugiej ligi tureckiej. Rozegrał w klubie 49 spotkań, w których puścił 44 gole. W maju 2012 postanowił nie przedłużać kontraktu z Konyasporem, który wygasł z końcem czerwca. Na początku sierpnia 2012 został zawodnikiem Polonii Warszawa, z którą zajął szóste miejsce w tabeli sezonu 2012/13. 1 lipca 2014 związał się dwuletnią umową ze Śląskiem Wrocław. Debiut Pawełka w barwach Śląska miał miejsce 26 lipca 2014, kiedy w 75. minucie stanął w bramce za ukaranego czerwoną kartką Wojciecha Pawłowskiego. Tydzień później w meczu z Zawiszą Bydgoszcz bronił już od początku spotkania. Był również kapitanem Śląska. Po odejściu z Wrocławia, we wrześniu 2017 szkolił młodzież z rocznika 2005 w Odrze Centrum Wodzisław Śląski.
25 września 2017 podpisał kontrakt z Jagiellonią Białystok. 30 września 2017 zadebiutował w bramce Jagiellonii przeciwko Wiśle Kraków (0:0).
W 2018 został piłkarzem GKS Katowice. Rok później przeszedł do GKS-u Jastrzębie.

## Kariera reprezentacyjna
Występował w reprezentacjach Polski różnych kategorii wiekowych. Występował również w reprezentacji B prowadzonej przez Edwarda Klejndinsta.
30 sierpnia 2006 został powołany do pierwszej reprezentacji przez Leo Beenhakkera po tym, jak kontuzji pleców nabawił się Artur Boruc. W reprezentacji zadebiutował w rozgrywanym 6 grudnia 2006 spotkaniu przeciwko reprezentacji Zjednoczonych Emiratów Arabskich, wygranym przez Polskę 5:2. W 2010 został powołany na Puchar Króla Tajlandii, w którym wystąpił w pierwszym spotkaniu przeciwko Danii.
| Mecze w reprezentacji | Mecze w reprezentacji | Mecze w reprezentacji | Mecze w reprezentacji        | Mecze w reprezentacji | Mecze w reprezentacji |
| l.p.                  | Data                  | Miejsce               | Przeciwnik                   | Rezultat              | Rozgrywki             |
| --------------------- | --------------------- | --------------------- | ---------------------------- | --------------------- | --------------------- |
| 1.                    | 06.12.2006            | Abu Zabi              | Zjednoczone Emiraty Arabskie | 5:2                   | towarzyski            |
| 2.                    | 03.02.2007            | Jerez de la Frontera  | Estonia                      | 4:0                   | towarzyski            |
| 3.                    | 15.12.2007            | Antalya               | Bośnia i Hercegowina         | 1:0                   | towarzyski            |
| 4.                    | 17.01.2010            | Korat                 | Dania                        | 1:3                   | PKT 2010              |

## Statystyki
aktualne na dzień 31 października 2020
| Klub                  | Sezon              | Liga               | Liga  | Liga   | Puchar kraju | Puchar kraju | Europa | Europa | Inne  | Inne   | Suma  | Suma   |
| Klub                  | Sezon              | Liga               | Mecze | Bramki | Mecze        | Bramki       | Mecze  | Bramki | Mecze | Bramki | Mecze | Bramki |
| --------------------- | ------------------ | ------------------ | ----- | ------ | ------------ | ------------ | ------ | ------ | ----- | ------ | ----- | ------ |
| Odra Wodzisław Śląski | 1999/2000          | Ekstraklasa        | 0     | 0      | 1            | 0            | –      | –      | –     | –      | 1     | 0      |
| Odra Wodzisław Śląski | 2000/2001          | Ekstraklasa        | 5     | 0      | 1            | 0            | –      | –      | 1     | 0      | 7     | 0      |
| Odra Wodzisław Śląski | 2001/2002          | Ekstraklasa        | 0     | 0      | 2            | 0            | –      | –      | 2     | 0      | 4     | 0      |
| Odra Wodzisław Śląski | 2002/2003          | Ekstraklasa        | 4     | 0      | 4            | 0            | –      | –      | –     | –      | 8     | 0      |
| Odra Wodzisław Śląski | 2003/2004          | Ekstraklasa        | 0     | 0      | 1            | 0            | 1      | 0      | –     | –      | 2     | 0      |
| Odra Wodzisław Śląski | 2004/2005          | Ekstraklasa        | 23    | 0      | 2            | 0            | –      | –      | 2     | 0      | 27    | 0      |
| Odra Wodzisław Śląski | 2005/2006 j        | Ekstraklasa        | 17    | 0      | 6            | 0            | –      | –      | –     | –      | 23    | 0      |
| Odra Wodzisław Śląski | Ogólnie            | Ogólnie            | 49    | 0      | 17           | 0            | 1      | 0      | 5     | 0      | 72    | 0      |
| Wisła Kraków          | 2005/2006 w        | Ekstraklasa        | 4     | 0      | 0            | 0            | –      | –      | –     | –      | 4     | 0      |
| Wisła Kraków          | 2006/2007          | Ekstraklasa        | 9     | 0      | 1            | 0            | 3      | 0      | 6     | 0      | 19    | 0      |
| Wisła Kraków          | 2007/2008          | Ekstraklasa        | 26    | 0      | 6            | 0            | –      | –      | –     | –      | 32    | 0      |
| Wisła Kraków          | 2008/2009          | Ekstraklasa        | 29    | 0      | 2            | 0            | 6      | 0      | –     | –      | 37    | 0      |
| Wisła Kraków          | 2009/2010          | Ekstraklasa        | 20    | 0      | 2            | 0            | 2      | 0      | 1     | 0      | 25    | 0      |
| Wisła Kraków          | 2010/2011 j        | Ekstraklasa        | 13    | 0      | 2            | 0            | –      | –      | –     | –      | 15    | 0      |
| Wisła Kraków          | Ogólnie            | Ogólnie            | 101   | 0      | 13           | 0            | 11     | 0      | 7     | 0      | 132   | 0      |
| Konyaspor             | 2010/2011 w        | Süper Lig          | 17    | 0      | 0            | 0            | –      | –      | –     | –      | 17    | 0      |
| Konyaspor             | 2011/2012          | 1. Lig             | 31    | 0      | 0            | 0            | –      | –      | 1     | 0      | 32    | 0      |
| Konyaspor             | Ogólnie            | Ogólnie            | 48    | 0      | 0            | 0            | 0      | 0      | 1     | 0      | 49    | 0      |
| Polonia Warszawa      | 2012/2013          | Ekstraklasa        | 17    | 0      | 0            | 0            | –      | –      | –     | –      | 17    | 0      |
| Polonia Warszawa      | Ogólnie            | Ogólnie            | 17    | 0      | 0            | 0            | 0      | 0      | 0     | 0      | 17    | 0      |
| Çaykur Rizespor       | 2013/2014 j        | Süper Lig          | 3     | 0      | 2            | 0            | –      | –      | –     | –      | 5     | 0      |
| Çaykur Rizespor       | Ogólnie            | Ogólnie            | 3     | 0      | 2            | 0            | 0      | 0      | 0     | 0      | 5     | 0      |
| Adana Demirspor       | 2013/2014 w        | 1. Lig             | 8     | 0      | 0            | 0            | –      | –      | –     | –      | 8     | 0      |
| Adana Demirspor       | Ogólnie            | Ogólnie            | 8     | 0      | 0            | 0            | 0      | 0      | 0     | 0      | 8     | 0      |
| Śląsk Wrocław         | 2014/2015          | Ekstraklasa        | 29    | 0      | 2            | 0            | –      | –      | –     | –      | 31    | 0      |
| Śląsk Wrocław         | 2015/2016          | Ekstraklasa        | 24    | 0      | 1            | 0            | 4      | 0      | –     | –      | 29    | 0      |
| Śląsk Wrocław         | 2016/2017          | Ekstraklasa        | 26    | 0      | 2            | 0            | –      | –      | –     | –      | 28    | 0      |
| Śląsk Wrocław         | Ogólnie            | Ogólnie            | 79    | 0      | 5            | 0            | 4      | 0      | 0     | 0      | 88    | 0      |
| Jagiellonia Białystok | 2017/2018          | Ekstraklasa        | 12    | 0      | 0            | 0            | –      | –      | –     | –      | 12    | 0      |
| Jagiellonia Białystok | Ogólnie            | Ogólnie            | 12    | 0      | 0            | 0            | 0      | 0      | 0     | 0      | 12    | 0      |
| GKS Katowice          | 2018/2019          | I liga             | 21    | 0      | 0            | 0            | –      | –      | –     | –      | 21    | 0      |
| GKS Katowice          | Ogólnie            | Ogólnie            | 21    | 0      | 0            | 0            | 0      | 0      | 0     | 0      | 21    | 0      |
| GKS 1962 Jastrzębie   | 2019/2020          | I liga             | 19    | 0      | 0            | 0            | –      | –      | –     | –      | 19    | 0      |
| GKS 1962 Jastrzębie   | 2020/2021          | I liga             | 2     | 0      | 1            | 0            | –      | –      | –     | –      | 3     | 0      |
| GKS 1962 Jastrzębie   | Ogólnie            | Ogólnie            | 21    | 0      | 1            | 0            | 0      | 0      | 0     | 0      | 22    | 0      |
| Ogólnie w karierze    | Ogólnie w karierze | Ogólnie w karierze | 359   | 0      | 38           | 0            | 16     | 0      | 13    | 0      | 426   | 0      |

## Sukcesy
Wisła Kraków
- Mistrzostwo Polski: 2007/08, 2008/09, 2010/11

Jagiellonia Białystok
- Wicemistrzostwo Polski: 2017/18